# Kurt Zeitzler
Kurt Zeitzler (Heideblick 9 juni 1895 - Aschau im Chiemgau 25 september 1963) was een Duits officier en Generaloberst (kolonel-generaal) tijdens de Tweede Wereldoorlog.

## Familie
Kurt Zeitzler komt voort uit een familie van dominees in Spreewald. Na zijn middelbare school te Luckau tekende hij op 23 maart 1914 in het 4e Thüringse infanterieregiment nr. 72 in Torgau.

## Eerste Wereldoorlog
Bij die eenheid begon hij in de Eerste Wereldoorlog. Vanaf december 1914 voerde hij als luitenant het bevel over een compagnie pioniers. Bij het einde van de oorlog was hij eerste luitenant en adjudant van het regiment.

## Weimar Republiek
Na zijn overgang naar de Reichswehr diende hij als bataljonsadjudant in het 18e Infanterieregiment. In januari 1928 werd hij na bijkomende opleiding bevorderd tot kapitein. Vanaf 1929 diende hij drie jaar bij de staf van de 3e divisie te Berlijn. Aansluitend werd hij compagniechef in het 9e Pruisische infanterieregiment te Berlijn-Lichterfelde.

## Nazitijd
In februari 1934 ging hij voor het ministerie van landsverdediging werken. Hij werd bevorderd tot majoor. Vanaf januari 1937 werd hij kolonel. In april 1939 kreeg hij het bevel over het 60e infanterieregiment te Lüdenscheid.

## Tweede Wereldoorlog
Bij de mobilisatie voor de veldtocht tegen Polen einde augustus 1939 werd hij stafchef van het 22e Gemotoriseerde Korps onder Ewald von Kleist. Dit vocht op de rechterflank van het 14e Leger. In de veldtocht tegen Frankrijk in 1940 organiseerde hij de Panzergruppe Kleist.
In november 1940 organiseerde hij onder von Kleist de Panzergruppe 1 waarmee hij in april 1941 aan de veldtocht tegen de Balkan begon. Hij kreeg hiervoor op 18 mei het Ritterkreuz des Eisernen Kreuzes.
In de aanval tegen de Sovjet-Unie vormde die tankeenheid de spits van de Heeresgruppe Süd die in Oekraïne doorstootte.
Op 1 februari 1942 werd hij bevorderd tot Generaal-majoor. In april 1942 werd hij samen met Gerd von Rundstedt chef van de generale staf van Heeresgruppe D in het bezette Frankrijk.
Na het ontslag van Franz Halder in september 1942 als chef van de generale staf benoemde Adolf Hitler Zeitzler als diens opvolger.
Bij Operatie Uranus waarbij het 6e Leger te Stalingrad omsingeld en vernietigd werd, steunde Zeitzler de verzoeken van Friedrich Paulus tegen Hitler in.
Op 30 januari 1944 werd hij samen met Alfred Jodl bevorderd tot kolonel-generaal. Na de nederlaag in de slag bij Koersk en Operatie Bagration diende hij zijn ontslag in bij Hitler. Hitler weigerde het ontslag. Begin juli meldde Zeitzler zich ziek. Tijdens die ziekte nam Adolf Heusinger de taken waar tot hij bij de mislukte aanslag van 20 juli 1944 gewond raakte. Daarna nam Heinz Guderian zijn taken waar.
Zijn adjudant Günther Smend had tevergeefs geprobeerd om Zeitzler in de aanslag tegen Hitler te betrekken. Zeitzler schreef een persoonlijke brief aan Hitler om zijn trouw te betuigen. Midden augustus 1944 werd hij naar de reserve verwezen. In november 1944 liet generaal Wilhelm Burgdorf weten dat Zeitzler niet meer ingezet zou worden. Op 31 januari 1945 werd hij uit de Wehrmacht ontslagen en werd hem verboden om zijn uniform te dragen. Hij probeerde langs von Rundstedt en nadien Albert Speer om dit ongedaan te maken, maar tevergeefs.
Na het einde van de oorlog zat Zeitzler tot einde februari 1947 in Britse krijgsgevangenschap. Hij getuigde op de Processen van Nürnberg.

## Militaire loopbaan
- Fahnenjunker: 23 maart 1914[4][9]
- Fahnenjunker-Unteroffizier: 1 augustus 1914[9]
- Leutnant: 24 december 1914[4]
- Oberleutnant: 20 juni 1918[4][1]
- Hauptmann: januari 1928[4][1]
- Major: 1934[4][1]
- Oberstleutnant: 1 januari 1937[4][1]
- Oberst: 1 juni 1939[4][1]
- Generalmajor: 1 februari 1942[4][7][6]
- Generalleutnant: overgeslagen, niet in deze rang bevorderd.[4][7][6]
- General der Infanterie: 24 september 1942[4][7][6]
- Generaloberst: 30 januari 1944[4][5][6]

## Decoraties
- Ridderkruis van het IJzeren Kruis op 18 mei 1941 als Oberst i.G. en Chef des Generalstabes Panzer-Gruppe 1[10][11][12][4][7]
- IJzeren Kruis 1914, 1e Klasse[6][1][4][10][13] en 2e Klasse[6][1][4][10][13]
- Herhalingsgesp bij IJzeren Kruis 1939, 1e Klasse[6][10][4] en 2e Klasse[6][10][4]
- Gewondeninsigne 1918 in zwart[10][13][4][1]
- Orde van het Vrijheidskruis (Finland), 1e klasse met Ster en Zwaarden op 18 december 1943[10][4]
- Dienstonderscheiding van Leger en Marine voor (25 dienstjaren)[10][4]
- Erekruis voor Frontstrijders in de Wereldoorlog[10][4]
- Frederikskruis[1][13][4]
- Ridderkruis in de Militaire Orde van Verdienste (Bulgarije) met Zwaarden[13][4][1]